# Каумара

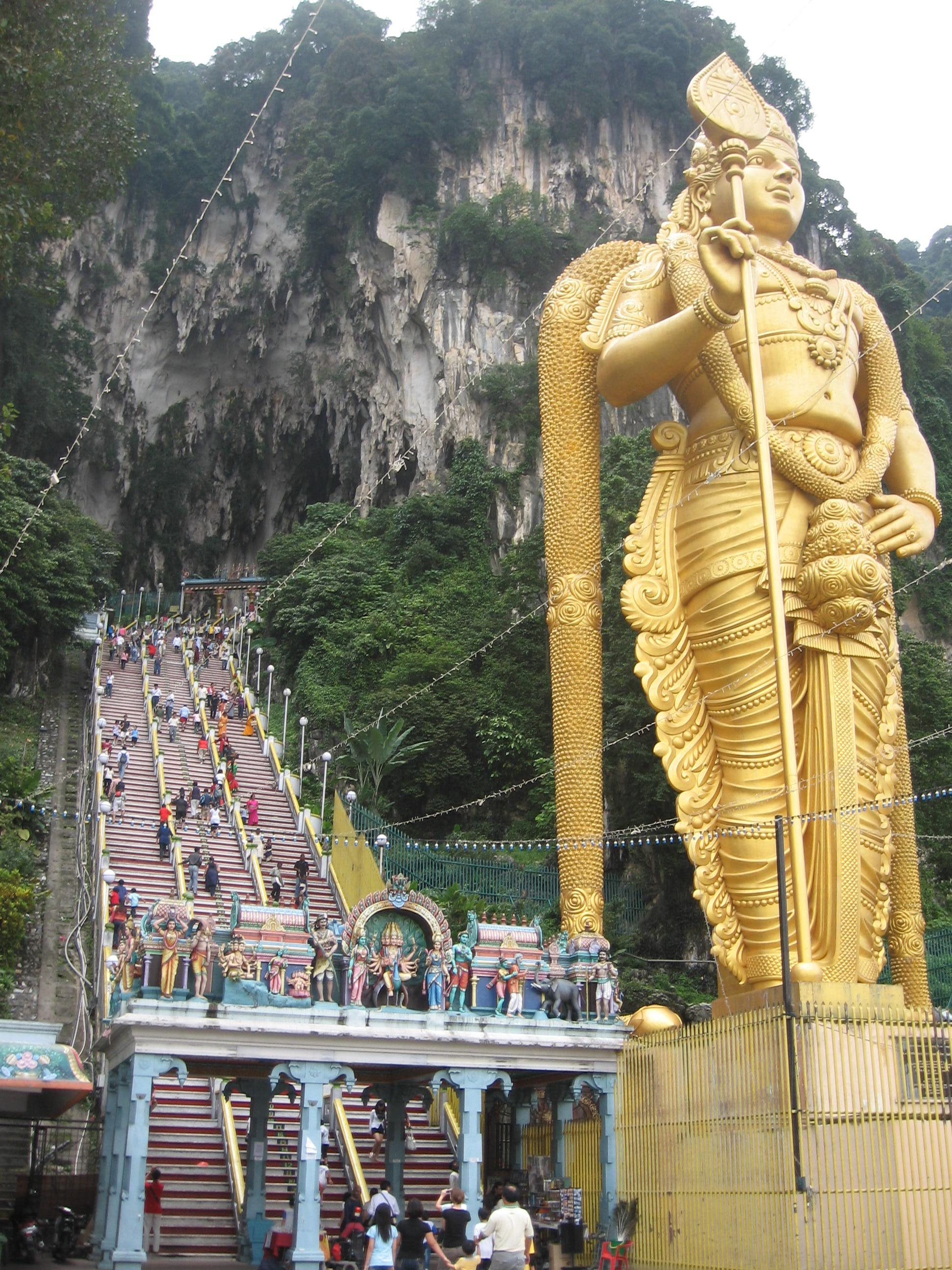
42-метрова статуя Кумари біля печер Бату, Малайзія

Каумáра — одна з найважливіших течій шиваїзму в Південній Індії, Шрі Ланці і діаспорі. Його прихильники (в основному таміли, канари, веди) вважають юного сина Шиви, бога війни і любові Кумару (Сканду, Муругана) найвищим божеством і посвячують себе служінню тільки йому. Образ Сканди-Муругана об'єднав арійські і дравідські міфи і відображений в Сканда-пурані, Шива-пурані і Матсья-пурані.
Історія любові Кумари і його дружини Валлі — дівчини з місцевого племені користується великою популярністю в Тамілнаді, де Кумара здобув статус національного Бога. Святкування каумарів супроводжуються оргаїстичними танцями.